# Monaco (carattere)
Monaco è un carattere sans-serif monospazio creato da Susan Kare e Kris Holmes. È presente nel macOS e in ogni precedente versione del sistema operativo Mac. A differenza di molti caratteri monospazio originati con timbri di tipo battente,  Monaco non rivela immediatamente la larghezza del carattere. I Caratteri sono distinti rendendo difficile confondere 0 (numero zero) e O (O maiuscola), oppure 1 (numero uno) con | (barra verticale) e l (l minuscola).
Monaco è stato distribuito in tre diversi formati. Il primo è un bitmap monospazio che era presente nella ROM dei New World Mac e ha la dimensione fissa di 9 punti anche sul OS X. Il secondo è un font vettoriale, un po' simile al Lucida Console, in formato TrueType per i s.o. System 6 e 7; questo è il formato standard. Il terzo tipo, conosciuto come MPW, è stato creato per essere usato con l'IDE Macintosh Programmer's Workshop; è essenzialmente una conversione diretta del bitmap in formato vettoriale con i più alcune delle caratteristiche di distinzione presenti nel TrueType Monaco.